# Задорожний Богдан Михайлович

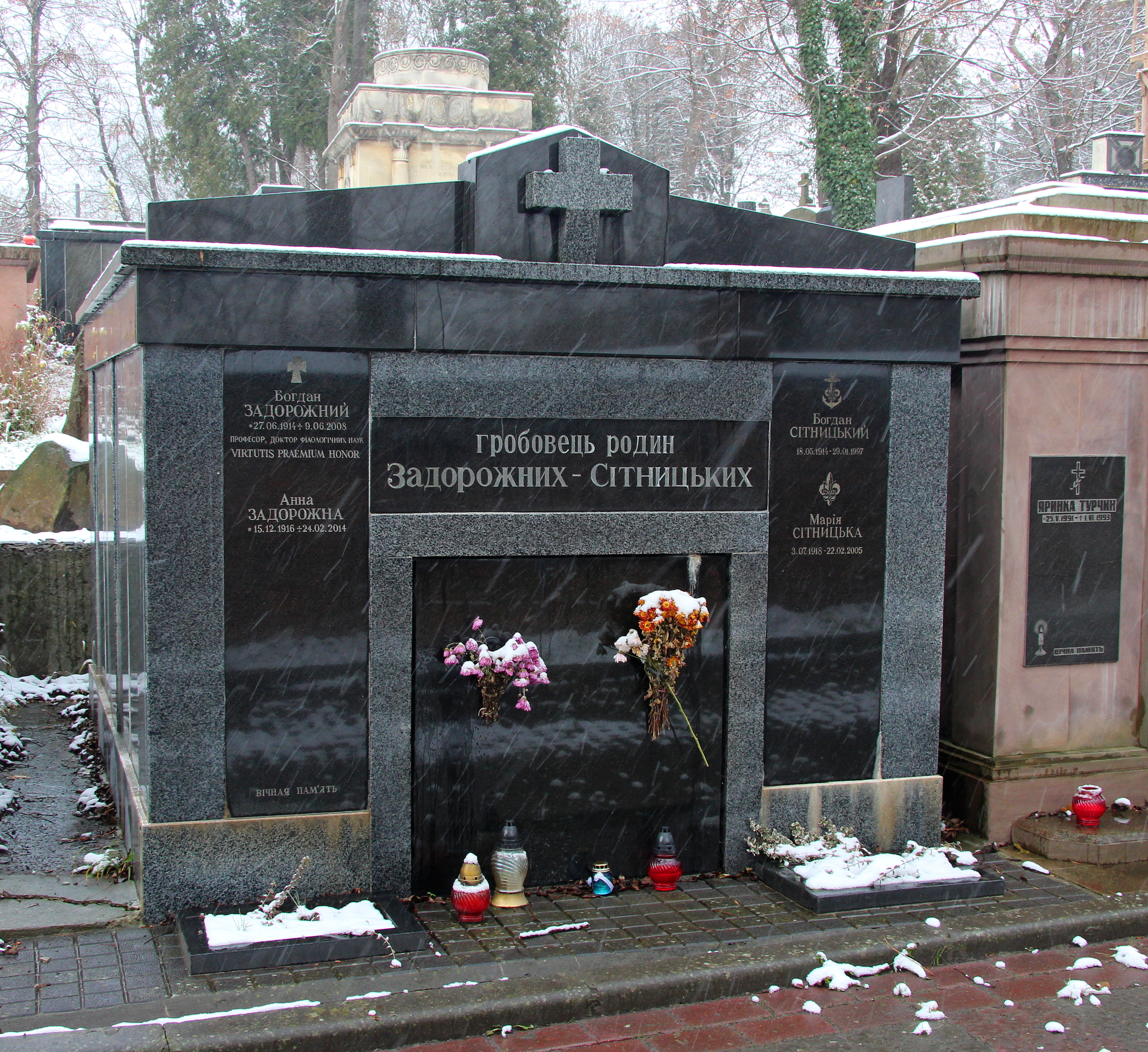

ЗАДОРОЖНИЙ Богдан Михайлович (*27.06.1914, м. Городенка, нині Івано-Франківська обл. + 09.06.2009, м. Львів) — видатний український філолог-германіст. Доктор філологічних наук (1964), професор (1965).

## Біографія
Народився у сім'ї професора гімназії. В 1932 р. закінчив Коломийську гімназію, в 1932-1936 рр. - студент Празької консерваторії (клас скрипки професора О. Бастаржа), паралельно навчаючись у Англійській приватній школі. В 1936-1941 рр. - студент відділення германістики Львівського університету, в 1941 р. поступив до аспірантури з германістики (керівник - Юрій Курилович). Одночасно з навчанням бере участь у струнному квартеті Вищого музичного інституту імені Лисенка. В 1941-1948 рр. - працював в оркестрі Львівського театру опери та балету (1941-48) як концертмейстер групи альтів.
В 1945-1946 - викладач кафедри англійської мови, 1950-87 рр. - завідувач кафедри німецької філології Львівського університету ім. І. Франка. В 1946 р. поновлений на навчання в аспірантурі. Захистив кандидатську  (1951 р.) та докторську (1964 р.) дисертації. Головний редактор збірника «Іноземна філологія» (1964-87). Голова спеціальної Ради по захисту кандидатських дисертацій з германських мов  (1965–1981). Підготував понад 30 кандидатів наук. 
Досліджував історію германських мов. Автор низки концепцій у галузі історично-порівняльного, германського та загального мовознавства: поляризація членів привативних опозицій у мовній еволюції, причини пересування приголосних, роль аналогії і морфологічної індукції в розвитку аналітичного ладу германських мов, взаємозв'язок актуального і потенційного у мові, динаміка розвитку морфологічної системи нім. мови, опоземна модель еволюції роду іменника тощо. Засвоєння багатої спадщини порівняльно-історичного мовознавства від Я. Грімма і молодограматиків до видатних компаративістів ХХ століття А. Мейє, Ю. Р. Куриловича, В. М. Жирмунського, В. Брауна та інших мовознавців, знання античних і сучасних мов, в тому числі старогрецької, латинської, німецької, англійської, французької, не кажучи вже про слов'янські мови — чеську, польську, російську, словацьку, глибоке осмислення досягнень сучасної германістики, великий досвід творчої праці дали можливість проф. Задорожному Б. М. сформулювати ряд важливих концепцій, стати генератором нових лінгвістичних ідей, які лягли в основу наукових досліджень його учнів.
Похований у родинному гробівці на 70 полі Личаківського цвинтаря.

## Головні праці
- Порівняльна фонетика і морфологія готської мови. Л., 1960;
- Über die Bedeutung und den Gebrauch der Partizipien im Altgermanischen. — Beiträge zur Geschichte der deutschen Sprache und Literatur. Leipzig, Halle, 1972-73, B. 94; 1974, B. 95;
- Geschichtliche Laut- und Formenlehre des Deutschen. Л., 1987 та понад 70 статей з проблем загального, історично-порівняльного та герм. мовознавства.

## Джерело
- Альтиста-віртуоза з мене не вийшло. Довелося стати мовознавцем [Архівовано 3 лютого 2014 у Wayback Machine.]
- Професор Максимчук Б. В.